# Ichthyscopus fasciatus
Ichthyscopus fasciatus is een straalvinnige vissensoort uit de familie van sterrenkijkers (Uranoscopidae). De wetenschappelijke naam van de soort is voor het eerst geldig gepubliceerd in 1957 door Haysom.